# Гадд, Эрик
Эрик Гадд (швед. Karl Eric Gudmund Sojdelius; род. 31 июля 1965 в Упсале, Швеция) — шведский певец и автор песен. Он выпустил 13 студийных альбомов, с момента своей карьеры с 1987, и также участвовал в фестивале Melodifestivalen.

## Биография
Гадд родился в Упсале, позже он в месте с семьёй переехал в Висбю, в девять он снова переезжает только уже в Валлентуну. В 1987 Гадд выпускает свой первый дебютный альбом «Hello» с синглом «Ett ensmat hjärta». Через два года он выпускает второй альбом с названием «Hula du lever», альбом был создан совместно с американским певцом Prince. В 1991 Гадд выпустил третий альбом «Do You Believe», также он выпустил ещё несколько альбомов на английском языке, после он выпустил альбом на шведском языке в 2008. 1991, 1993, и 1997-гг. Гадд был награждён шведской «Grammis» в номинации «Исполнитель года». Эрик участвовал в первом полуфинале Шведском «Евровидении 2013» 2 февраля 2013 с песней «Vi kommer aldrig att förlora». Песня была написана Эриком Гаддом, Томасом Стенстремом и Якобом Олоыссоном. Песня попала во второй тур соревнований, но в финал так и не попала.

## Личная жизнь
Эрик Гадд женат на певице Корнелии Сойделиус (Акерман).

## Дискография

### Альбомы
- 1987: «Hello»
- 1989: «Huura, du lever! Pang du är död»
- 1991: «Do You Believe in Gadd»
- 1993: «On Display»
- 1995: «Floating»
- 1997: «The Right Way»
- 1998: «Greatest Hits»
- 1999: «Spirit»
- 2002: «Life Support»
- 2006: «Eric Gadd»
- 2008: «Stockholm står kwår me jag ligger»
- 2010: «Rise Up!»
- 2013: «Fiende Eller Vån»

### Синглы
- 1987: «Ett ensamt hjärta»
- 1989: «Kom Hit Och Ta»
- 1989: «Bara Himlen Sep På»
- 1989: «Plus Minus»
- 1989: «Din Man»
- 1990: «Jag Säljer Mig»
- 1991: «Do You Believe in Me»
- 1991: «Excuse Me, Hallelujah»
- 1991: «Deatstone»
- 1991: «Power of Music»
- 1993: «Wish I»
- 1993: «Heaven Is Asleep»
- 1993: «God Gave Me You»
- 1995: «Why Don’t You Why Don’t I»
- 1995: «There’S No One Like You»
- 1995: «What Once Was»
- 1997: «The Right Way»
- 1997: «My Personality»
- 1997: «Summer Is Here»
- 1998: «Everbody’s Business»
- 1998: «I Found Someone»
- 1998: «Saint in the Oarish»
- 1998: «On My Way»
- 1998: «Someone Who Cares»
- 1999: «Riding High»
- 1999: «Eye of the Spirit»
- 2000: «One Touch»
- 2002: «Hold On»
- 2003: «Stay This Way»
- 2006: «Meet Me Here»
- 2008: «Tvåhundratusen»
- 2010: «Rise Up!»
- 2013: «Vi kommer aldrig att förlora!»